# Ernst Mielck
Ernst Mielck est un compositeur finlandais né à Vyborg le 24 octobre 1877 et mort à Locarno le 22 octobre 1899. Max Bruch fut son professeur.

## Biographie
Ernst Mielck naît de parents d'origine allemande par son grand-père, Friedrich Wilhelm Mielck (de Lübeck) et son père Theodor ; d'origine suédoise de Finlande pour Irene, sa mère – dont le frère est le violoniste et compositeur Ernst Fabricius (en), mais aussi journaliste. Ils sont d'importants et prospères commerçants installés à Viipuri (Vyborg). Les deux langues, allemande et suédoise, sont parlées à la maison et on y reçoit chanteurs et musiciens. Sa sœur Edda est chanteuse et son frère Edoard (1879–1925), bien qu'architecte, est réputé pour son talent de violoncelliste amateur.

### Formation
Ernst commence des études régulières du piano à l'âge de dix ans, avec Albert Tietze, mais l'état de santé de l'enfant retarde ses progrès. Quatre ans plus tard, soutenu par sa famille, il entre au conservatoire Stern de Berlin pour y travailler entre 1891 et 1894 le piano avec Heinrich Ehrlich, le contrepoint avec Ludwig Bussler et la composition avec Arno Kleffel. Dès 1892, il compose un trio avec piano, aujourd'hui perdu. La première œuvre qui subsiste est une Romance pour violoncelle et piano (1894). Kleffel semble impressionné par les dispositions naturelles de son élève. En novembre, il donne sa première présentation publique à Vyborg, dans le Concerto pour piano en sol mineur de Mendelssohn et tient la partie de piano du Trio en la mineur de Tchaikovski. Il est aussi l'accompagnateur de la soprano Aino Ackté pour une série de récitals.
Il retourne à Berlin à l'automne 1895, recommandé par Heinrich Ehrlich pour travailler en leçons privées, sous la conduite de Max Bruch. Ce dernier écrit une lettre enthousiaste aux parents en février 1896, affirmant qu'Ernst est à ce jour l'un des plus intelligents de ses élèves : « Il a des idées, les choses lui viennent naturellement. ». 
L'hiver suivant il est à Saint-Pétersbourg pour se perfectionner au piano. 

### Débuts
Au printemps 1897, il est à Helsinki où Robert Kajanus donne la première de son ouverture Macbeth. L'œuvre d'un compositeur de 18 ans est accueillie avec enthousiasme par le public. Il se produit dans le Concerto pour piano de Grieg avec Kajanus. Est donné aussi le Quatuor à cordes opus 1. C'est l'année de composition de sa Symphonie en fa mineur (en) (1897), donnée toujours par Kajanus, en octobre et la création de son quintette à cordes. La symphonie attire particulièrement puisqu'il s'agit de la première œuvre du genre entièrement finlandaise (celle de Sibelius est de 1899). Le chef de file de la critique, Karl Flodin, note le remarquable traitement de la forme pour un jeune compositeur.
Entre novembre 1897 et février 1898, il est à Berlin. Il rend visite à Bruch pour montrer ses nouvelles compositions. Ce voyage est aussi une des périodes les plus créatives du compositeur : y voient le jour un quintette à cordes, opus 3, l'Altbömisches Weihnachtslied, opus 5 et l'importante Ouverture dramatique, opus 6 (commande de Robert Kajanus, créée le 17 mars 1898 à Helsinki). Il noue des liens avec le chef d'orchestre Arthur Nikisch pour l'exécution de sa symphonie, prévue pour l'automne suivant par la Philharmonie de Berlin. 
Le 3 décembre 1898 est le couronnement de sa carrière. Un concert est entièrement consacré à son œuvre sous la direction du chef Josef Řebíček à Berlin. Y sont donnés, outre sa symphonie, l’Ouverture dramatique et le Konzerstück pour piano et orchestre interprété en soliste par Mielk. La critique est sévère sur le style qui a quelque chose de vieilli, mais salue la maîtrise. Quelques semaines plus tard la symphonie est donnée à Dresde et le 7 février 1899 la Suite finlandaise est créée à Vyborg sous la direction de Armas Järnefelt. 
Le succès de ce concert berlinois permet la publication de ses œuvres en Allemagne.
Neveu du compositeur Ernst Fabricius, Ernst Mielk fut épris de ses deux cousines, Ester et Anna. Il meurt prématurément de la tuberculose, deux jours avant son 22e anniversaire.
Alors que Sibelius était déjà engagé dans la construction nationaliste, Mielck n'a pas eu le temps de concrétiser ses propres projets en ce sens, malgré sa Suite finlandaise ou les Trois fantaisies. Il avait l'intention de concevoir une grande œuvre sur le Kalevala. L'œuvre choisie d'abord pour représenter la Finlande à l'exposition universelle de Paris en 1900 était la Symphonie en fa mineur de Mielck, avant le choix final de la première de... Sibelius.

## Œuvres
Contemporaine de Jean Sibelius, l'œuvre de Ernst Mielck est éditée grâce au travail de l’Orchestre de la radio finlandaise, dirigé par Sakari Oramo, et éditée chez Ondine Inc., Helsinki, mais aussi par les labels Toccata Classics et Sterling. 
L'idiome est conforme aux symphonistes romantiques, tels Beethoven, Brahms, Schumann et Mendelssohn surtout, mais aussi marqué de l'empreinte de son maître Max Bruch. 

### Par numéro d’opus
- opus 1 : Quatuor à cordes en sol mineur (1894–95)
- opus 2 : Macbeth, Ouverture (1896)
- opus 3 : Quintette à cordes en fa majeur (1897)
- opus 4 : Symphonie en fa mineur (en) (1897)
- opus 5 : Altbömisches Weihnachtslied [Ancienne chanson bohémienne de Noël], cantate pour chœur mixte et orchestre (1897)
- opus 6 : Ouverture dramatique (1898)
- opus 7 : Altgermanisches Julfest [Ancien Noël allemand] (1899)
- opus 8 : Konzertstück pour violon et orchestre
- opus 9 : Konzertstück pour piano et orchestre (1898)
- opus 10 : Suite finlandaise (1899)

### Sans opus
- Romance pour violoncelle et piano (1894)
- Trois fantaisies sur des thèmes de polka finlandaise (1895)
- En blomma, Morgenlied, Stjernorna, Wanderlied, pour chœur d'hommes (1897)
- Deux impromptus pour piano (1899)
- Sarabande pour piano en sol mineur (1899)

### Mélodies
- Das Fischermädchen, poème de Theodor Fontane
- Frage, poème de Julius Wolff
- Heimath, poème de Theodor Fontane
- Letzter Wunsch, poème de Julius Sturm

## Sources
- (en) « Erkki Salmenhaara, Ernst Mielck - Max Bruch's favourite pupil », finnish music quarterly 1/1994 (consulté le 7 janvier 2015)
- (en) Kimmo Korhonen, « Ernst Mielck, œuvres pour orchestre et chœurs (Dir. Mikk Murdvee) », Londres, Toccata Classics (TOCC 0174), 2013 .

## Liens contextuels
- Musique finlandaise